# Pleisztocén megafauna

Pleisztocén megafauna alatt azokat a nagy testű emlős-, madár- és hüllőfajokat értjük, amelyek a pleisztocénben éltek, és nem érték meg a holocént (a jelenkort), vagy annak elején haltak ki. Minden földrésznek megvolt a maga jellegzetes megafaunája, de közülük csak Afrikáé maradt fenn a mai napig. A pleisztocénben élt óriások eltűnése a nagy kihalások egyik legérdekesebb talánya. Három fő elmélettel próbálják magyarázni ezt a kihalási hullámot: a terjeszkedő ember túlzott vadászata, klímaváltozás és járványok is okozhatták.

## Az egyes földrészek megafaunáinak főbb képviselői

### Eurázsia

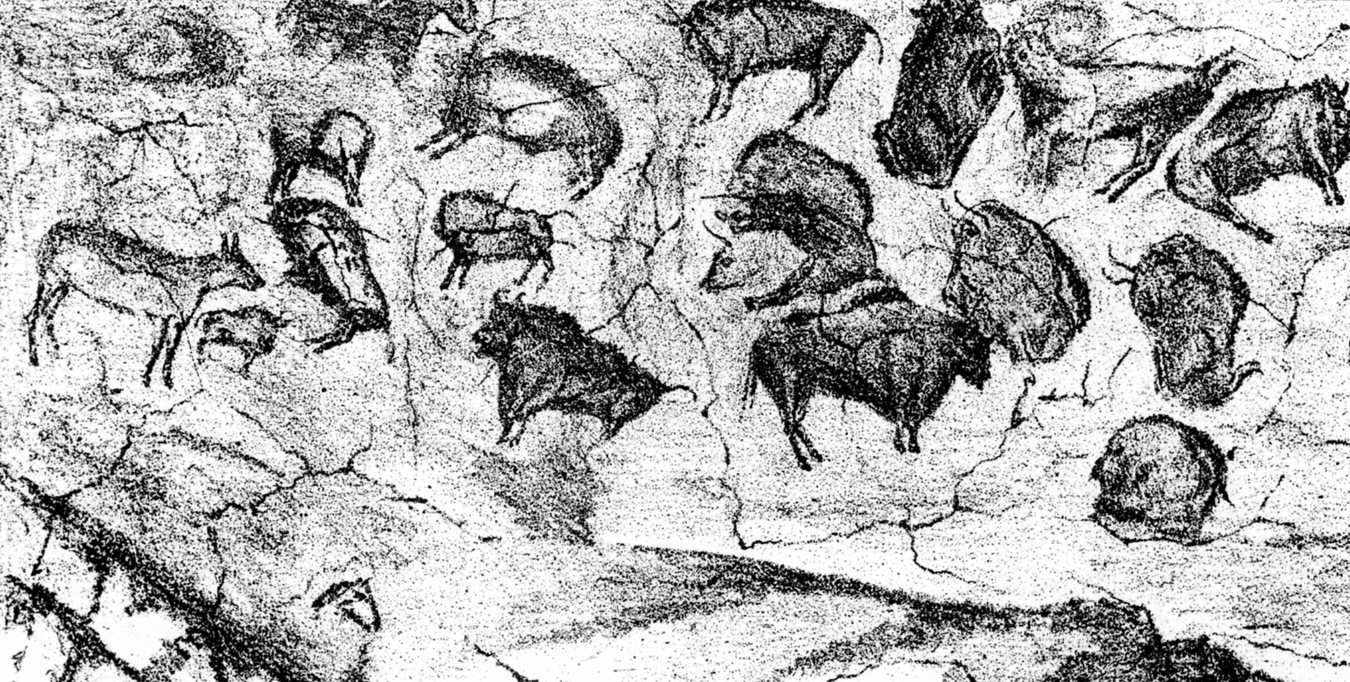
Az európai pleisztocén állatvilágról a barlangrajzok (például Altamira) is tanúskodnak.

Eurázsia óriásait a következő fajok alkották: barlangi medve, barlangi oroszlán, barlangi hiéna, Homotherium, gyapjas orrszarvú, gyapjas mamut, óriásszarvas, sztyeppei bölény. Az utóbbiak egy-egy eldugott helyen megérték a történelmi idők hajnalát. Nyugat-Szibériában az óriásszarvasnak az i. e. 6. évezredre datált maradványait találták meg. Az északkelet-szibériai Vrangel-szigeten pedig csak az i. e. 2. évezred közepe körül halt ki a gyapjas mamut helyileg kialakult törpe változata. Ma Európa legnagyobb állatai a barnamedve és az európai bölény.
Az elefántfélék fejlődése a Duna-glaciális idején vált ketté, amikor a déli ágak kisebb termetűek lettek, míg az északiak hatalmasra nőttek. Ennek oka legnagyobb valószínűséggel a testfelület–tömeg arányának a hőmérsékleti viszonyokra nézve kedvező változása. A nagyobb termetű emlősök könnyebben képesek testhőmérsékletüket fenntartani.
Végezetül pedig bizonyos értelemben a megafaunához lehet venni a mintegy 28 000 éve eltűnő neandervölgyi embert is, mivel egyes elképzelések szerint kihalásához aktívan járult hozzá a modern ember. (Más elmélet szerint a neandervölgyiek nem haltak ki, hanem beolvadtak a modern ember európai ágába.)

### Amerika

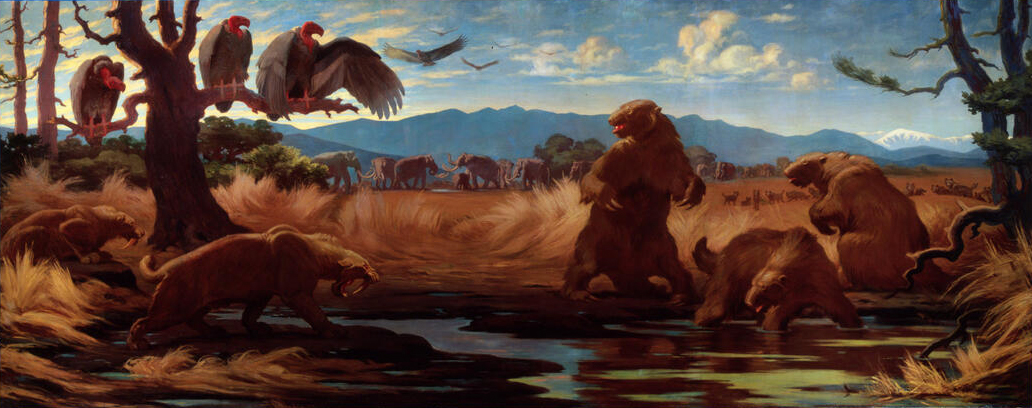
Az észak-amerikai megafaunát a kaliforniai La Brea kátránytavak őrizték meg.

Amerika állatvilágának gazdagsága a mai Afrikáéval vetekedett: tevefélék (nyugati teve, hosszúfejű láma), lófélék (nyugati ló, mexikói ló), antilopok, rövidfejű medvék, észak-amerikai tapír, hosszúszarvú bölény, sztyeppei bölény, gyapjas mamut, amerikai mamut, egy törpemamut, amerikai masztodon, kardfogú macskák, amerikai oroszlán, észak-amerikai gepárd, földi lajhárok, óriáslajhár, óriásfarkas, óriáshód, óriás tatu (glyptodon), óriáskondor. Erre a különleges faunára nyugodtan mondhatjuk, hogy itt a valóság tényleg felülmúlta a képzeletet. Paul S. Martin amerikai paleontológus így ír az egykor kihalt állatokról: „Anélkül, hogy tudnának róla, az amerikaiak szellemek földjén élnek.”.
Ma az amerikai kontinens legnagyobb állatai az amerikai bölény és a szürke medve (grizzli). Érdekes módon a mai farkas-, teve- és lófélék Észak-Amerikában alakultak ki. A lovak a spanyol konkvisztádorokkal jelentek meg újból Amerika földjén. A tevefélék néhány faja Dél-Amerikában fennmaradt: a láma, vikunya, alpaka és a guanakó.
Dél-Amerika pleisztocénkori állatvilága viszonylag fiatal volt: a földrész a kréta során vált külön Afrikától (kb. 100 millió évvel ezelőtt), így az azóta eltelt évtízmilliók alatt sajátságos (endemikus) állatvilága alakult ki (például vendégízületesek, ragadozó óriásmadarak). Ennek az állatvilágnak a fejlődésében fordulópontot jelentett, hogy a pliocén során, kb. 3 millió évvel ezelőtt létrejött a Panama-földhíd, így a fejlettebb észak-amerikai fajok sok dél-amerikai faj kihalását okozták, viszont számos dél-amerikai faj is eljutott Észak-Amerikába (nagy amerikai faunacsere). Ma a dél-amerikai fajok mintegy fele Észak-Amerikából származik.

### Ausztrália

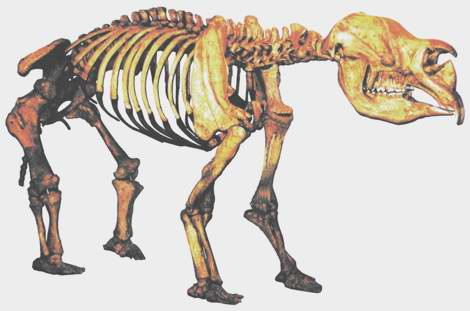
Diprotodon australis.

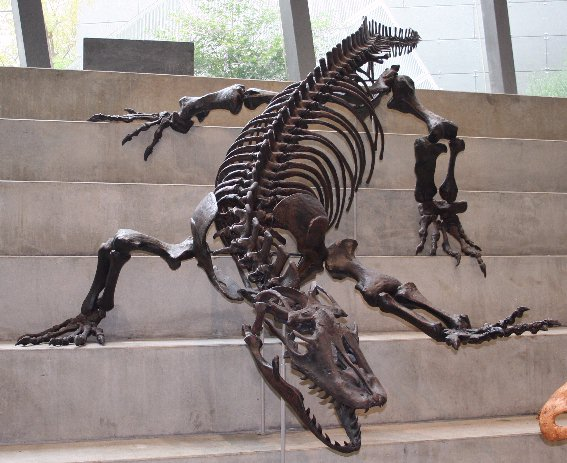
Megalánia.

Az elszigetelt földrészre nem jutottak el a méhlepényes (az „igazi”) emlősök, ezért a földrész paradicsom volt a különböző, egészen sajátságos erszényes és tojásrakó emlősfajok számára, olyan képviselőkkel, mint pl.
- Növényevő óriás erszényesek (például Zygomaturus trilobus, Palorchestes-félék), amelyek közül egyes fajok példányai a mai orrszarvúak méretét is elérték (Diprotodon australis). Ezek ma is élő rokonai a vombatok és a koalák.
- Erszényes oroszlán, amely a mai afrikai oroszlánokhoz hasonló méretű ragadozó volt, és növényevő erszényesekre vadászott.
- Kb. 50 nagy testű kengurufaj, közülük a Procoptodon goliah mintegy 200–240 kg-os testtömegével több mint két és félszer volt nehezebb a ma élő vörös óriáskengurunál. Egyes kengurufajok pedig ragadozók voltak.

Ausztráliában éltek még hatalmas madár-, illetve hüllőfajok, mint például 3 m magasságot és kb. 500 kg tömeget elérő röpképtelen óriásmadarak (Dromornithidae-család képviselői) és a komodói varánusznál kétszer-háromszor nagyobb óriásgyík, a megalánia, egy Volkswagen Bogár méretű szarvas óriásteknős (Meiolania), valamint egy 5–6 m hosszú óriáskígyó, a wonambi. Ma Ausztrália legnagyobb állata (és Földünk legnagyobb erszényese) a vörös óriáskenguru.
Az ausztrál megafauna kihalását egyesek szerint a bennszülöttek égetéses vadászata okozhatta. Az ausztrál bennszülöttek viszonylag kevesen voltak és (legalábbis az első európaiak megjelenésekor) még a nyilat sem ismerték: ezért bár megjelenésüket „megérezhette” a megafauna, de talán végzetesen még nem rendült meg ettől.
Viszont Ausztrália száraz éghajlata kedvezett a (spontán kialakuló) bozóttüzeknek, és egyesek szerint az első bennszülöttek szándékosan okozhattak bozóttüzeket, hogy könnyebben elejtsenek állatokat (azok menekülési útjainak korlátozásával). Nyilvánvaló, hogy a vadászat ilyen módjával sokkal több állat pusztult el, mint amennyire a bennszülötteknek szükségük volt, és a nagy testű fajok már nem voltak képesek a regenerációra.

### Egyéb területek

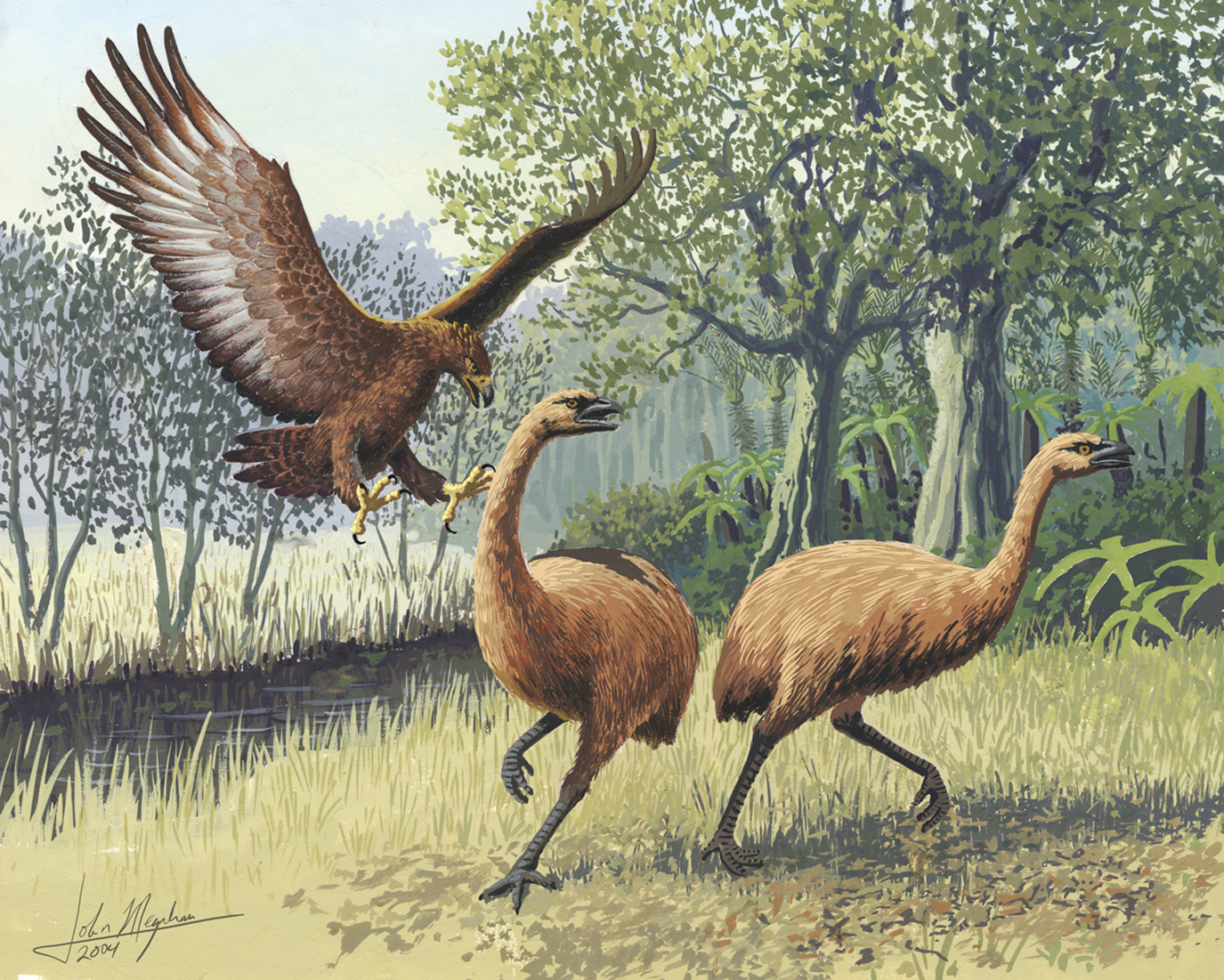
Új-Zéland főleg madarakból álló állatvilága fantasztikus regényekbe illő volt: moákra támadó Haast-féle sas.

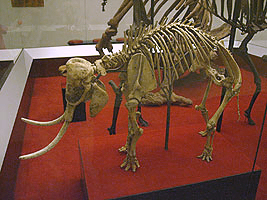
Krétai törpeelefánt csontváza.

Elszigeteltségük miatt sajátos állatvilág alakult ki a nagyobb szigeteken:
- Új-Zélandon az emlősöket csak néhány denevérfaj képviselte, nagyméretű hüllők sem éltek a szigeteken: így a szárazföldi gerinces fajok nagy részét a madarak adták. Mintegy tíz röpképtelen moafaj élt a két szigeten: közülük a „legkisebbek” alig 1 méter magasak és 18 kg tömegűek voltak, a legnagyobbak magassága pedig elérte a 3,6 métert, tömegük pedig a 230 kg-ot. Ennek a különös ökoszisztémának a csúcsragadozója egy óriási sasszerű ragadozómadár (Haast-féle sas) volt, amely a levegőből vadászott a moákra.
- Madagaszkáron gorilla méretű óriási makik, tehén nagyságú „törpe” vízilovak, óriási szárazföldi teknősök és hatalmas elefántmadarak éltek (az utóbbiak közül némelyek magassága elérte a 3 métert, tömege pedig a 400 kg-ot, és futball-labda nagyságú tojásaik voltak). Ma a hatalmas, franciaországnyi szigeten nem él 10 kg-nál nagyobb testtömegű őshonos állat,[7] és a ma élő makik mind kis méretű állatok.
- Új-Kaledónia szigete óriásmadaraknak, szárazföldi teknősöknek és krokodiloknak adott otthont.
- A Hawaii-szigeteken röpképtelen óriásludak éltek.[8]
- Mauritius szigetének röpképtelen óriásgalambja, a mauritius-szigeti dodó pedig csak néhány száz éve halt ki.
- A Földközi-tenger nagyobb szigetein (például Ciprus, Kréta, Szicília, Szardínia és Málta) törpevízilovak, póni méretű törpeelefántok (például Loxodonta falconeri) és óriáshattyúk éltek.[9]
- A Kanári-szigeteket is lakták endemikus állatok, mint például néhány kihalt; óriás gyík (Gallotia goliath), óriás patkányok (Canariomys bravoi és Canariomys tamarani) és óriás teknősök (Geochelone burchardi és Geochelone vulcanica),[10] többek között.

Ezen szigetek sajátos faunáit könnyen elképzelhetjük, ha a Galápagos-szigetek állatvilágára gondolunk: a csak itt található pintyfajokra, leguánokra és az óriásteknősökre. És az is érthetővé válik, hogy miért maradhatott fenn a Galápagos-szigeteken ez a sajátos fauna: a félreeső szigetekre 1535-ben lépett először ember, és bár azóta az állatvilágot megtizedelték, de a legtöbb fajnak sikerült fennmaradnia máig, amikor már nemzetközi egyezmények védik a szigetek élővilágát. Nem véletlenül nevezik a kis csendes-óceáni szigeteket az evolúció piciny „kísérleti telepeinek”.

### A megafaunákról általában
A mai világunkban természetesnek vesszük, hogy a nagy testű emlősök hazája Afrika, az egzotikus állatoké pedig Földünk valamely eldugott szigete, sarka. A fentiek ismeretében viszont már ez a természetellenes: a nem is nagyon távoli múltban a vadbőség és az egzotikus állatvilág nem egy földrész vagy néhány sziget „privilégiuma” volt, hanem általános jelenség.
Ezt már Alfred Russel Wallace, a híres brit természettudós is észrevette a 19. században. Szerinte „zoológiai értelemben elszegényedett világban élünk, amiből a leghatalmasabb, legfélelmetesebb és legkülönösebb alakok nemrégiben tűntek el”. Ezek után könnyű belegondolni, hogy ha például Észak-Amerika állatvilága megmarad, akkor ma már Amerikába is lehetne „szafarikat” szervezni. Ez másképp megfogalmazva azt jelenti, hogy ha például el akarjuk képzelni Észak-Amerika pleisztocén faunáját, akkor gondoljunk az afrikai szavannákra.

## A késő pleisztocén kihalási hullám jellegzetességei

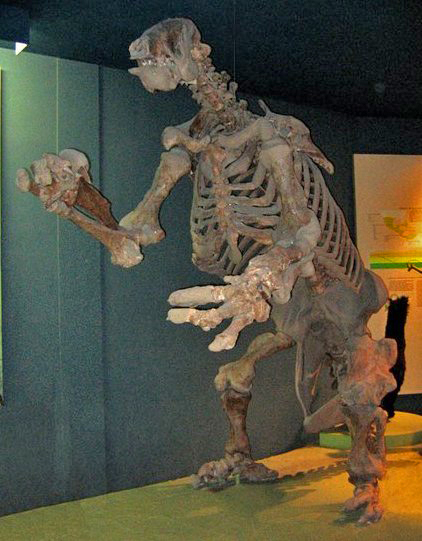
Az 5-6 méter hosszú óriáslajhár (Megatherium americanum) csontváza.

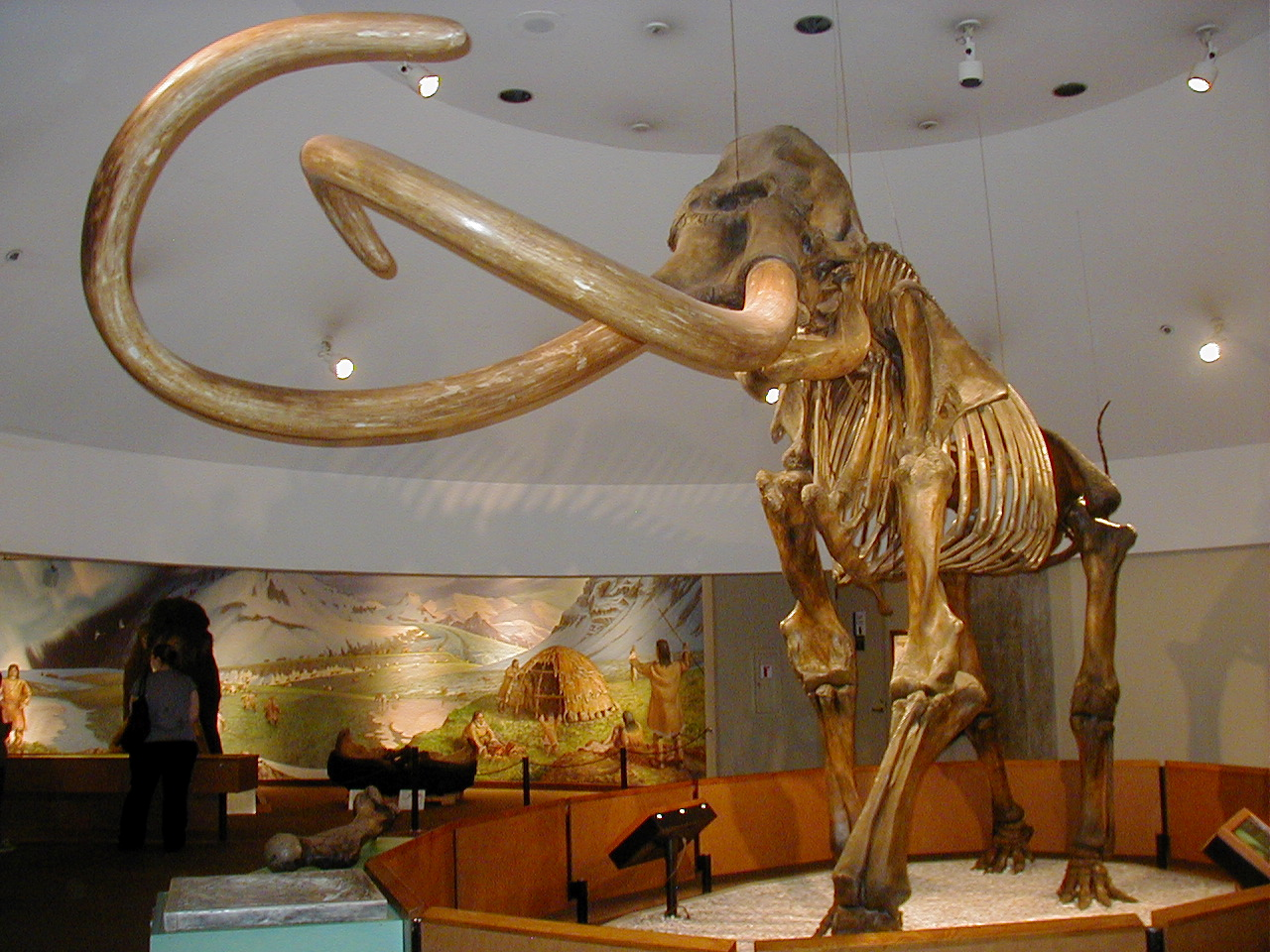
Amerikai mamut csontváza.

A pleisztocén végén bekövetkezett kihalási hullám az állatvilág mintegy 200 nemét érintette, viszont alábbi jellegzetességekben eltért más földtörténeti időszakok (ordovícium, devon, perm, triász, kréta) tömeges kihalásaitól:

### Erős szelektivitás
A késő pleisztocén kihalási hullám erős szelektivitása azt jelenti, hogy elsősorban a nagy testű növényevő szárazföldi emlősöket és a velük táplálkozó (szintén nagy testű) ragadozókat érintette.
Európából, Amerikából és Ausztráliából eltűnt:
- az 1000 kg-nál nagyobb tömegű növényevők 100%-a;
- a 100 és 1000 kg közötti növényevők 75%-a;
- az 5–100 kg közötti növényevők 41%-a;
- az 5 kg-nál kisebb tömegű növényevők kevesebb, mint 2%-a.

Valójában Afrikát sem kerülte el a kihalási hullám: ez azonban a nagyemlősök nemzetségeinek kevesebb mint 15%-át érintette, így gyakorlatilag nem volt észrevehető.

### Az egyes földrészeken más időben következett be
A késő pleisztocén kihalási hullám mintegy 40-10 000 évvel ezelőtt játszódott le, viszont az időintervallumon belül az egyes földrészeken más és más időpontokban:
- Ausztráliában mintegy 40 000 évvel ezelőtt;
- Európában mintegy 12 000 évvel ezelőtt;
- Amerikában mintegy 11 000 évvel ezelőtt;
- Madagaszkáron mintegy 1500 évvel ezelőtt;
- Új-Zélandon mintegy 800 évvel ezelőtt.

## Elméletek a kihalások okairól

### Túlvadászat

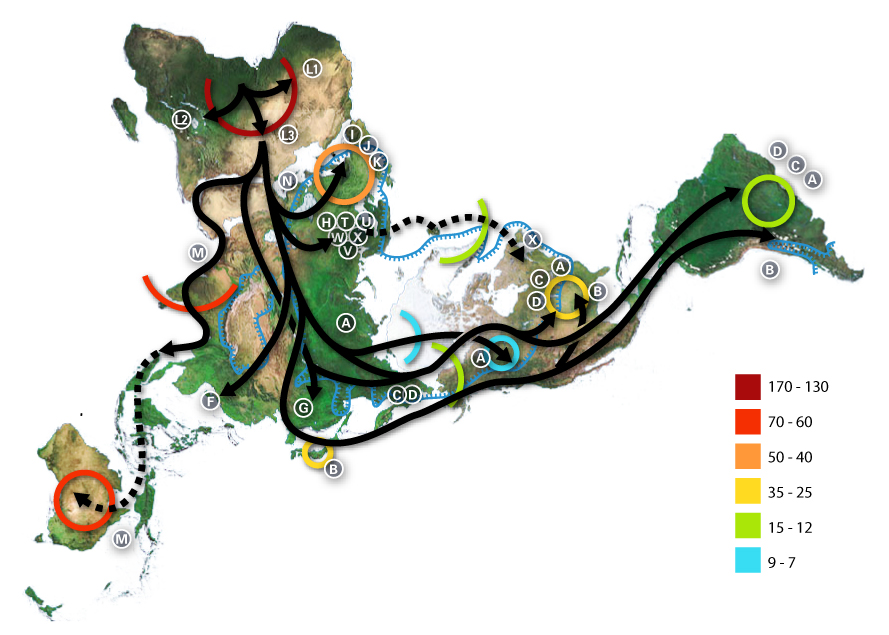
A Homo sapiens elterjedése az egyes földrészeken a mitokondriális DNS változásai alapján. A számok évezredeket jelentenek.

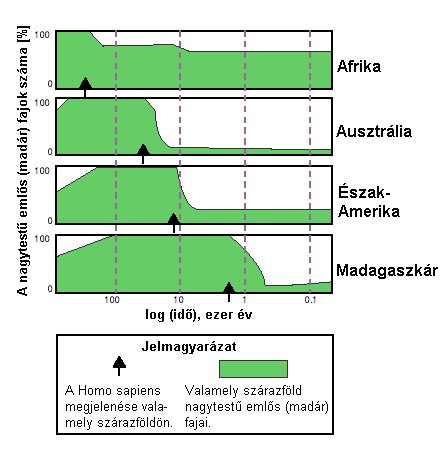
A Homo sapiens megjelenése és a kihalások egyes szárazföldeken.

A túlvadászat elmélete szerint a megafaunák kihalásáért a pleisztocén végére már mindegyik földrészen megjelent ember túlzott vadászata a felelős. Az elmélet szerint a fejlett vadásztechnikával (íj, lándzsa – gondoljunk a barlangrajzokra) rendelkező pleisztocén kori ember a földrajztudományi terjeszkedése során olyan területekre jutott el, amelyek állatvilága teljesen védtelen volt egy ilyen új „ragadozóval” szemben.
Az elméletet Paul S. Martin amerikai paleontológus vetette fel az 1960-as évek végén, és szokták még „Villámtámadásnak”, vagy a hírhedt német kifejezést kölcsönvéve „Blitzkrieg”-nek is nevezni, utalva a folyamat gyorsaságára és hatékonyságára.
A helyzetet könnyű megérteni, ha a közelmúlt antarktiszi fókavadászataira gondolunk: száz éve a fókavadászok egészen közelről ütötték le bunkóval a fókákat – az állatok ennyire nem ismerték a félelmet, mivel az antarktiszi fókáknak nem volt szárazföldi ellenségük. Vagy: sok csendes-óceáni sziget sajátos élővilágát az európaiak által behurcolt patkányok, rókák és macskák pusztították ki, mivel a sokszor természetes ellenség nélkül élő őshonos fajoknak nem volt idejük alkalmazkodni az új viszonyokhoz.
Ez magyarázat lehet arra, hogy Afrikában (és Dél-Ázsiában) miért maradtak fenn máig nagy számban az óriásemlősök (elefántok, orrszarvúak stb.): mivel évtízezredeken keresztül együtt éltek a kialakuló emberi fajjal (a Homo erectus már eljutott Ázsiába és Európába), így volt idejük megtanulni alkalmazkodni hozzá mint újonnan feltűnt ragadozóhoz (koevolúció). Talán nem véletlen, hogy Afrika legnagyobb növényevő emlősei egyben a földrész legveszélyesebb állatai: az afrikai elefánt, az orrszarvú, a kafferbivaly és a víziló.
Az elmélet szerint tulajdonképpen ezek az okai annak, hogy a különböző földrészeken bekövetkező kihalások mindig az ember adott földrészen való megjelenése után nem sokkal következtek be, például Ausztráliát kb. 50-40 000 éve foglalta el az ember, Európát kb. 40-30 000 éve, Amerikát kb. 15-12 000 éve, Madagaszkárt 2000-1000 évvel ezelőtt, Új-Zéland szigetei pedig kb. 1000 éve népesültek be.
A fenti területek bennszülöttei manapság úgy tűnnek, mint akik mindig is harmóniában éltek a környezetükkel, és az állatok kipusztítása csak az európaiakra jellemző, holott a régészeti leletek tanúságai szerint valamikor őseik is olyan könnyelműen bántak a viszonylag könnyen megszerezhető prédával, mint a 19. századi európaiak a szavannák és prérik kimeríthetetlennek gondolt állatvilágával. Például az észak-amerikai bölényvadászok csak a lelőtt bölény trófeáját és nyelvét vitték el – így lettek a bölények tízmillióiból néhány ezres csordák, és a példák még folytathatók.
Ráadásul a nagy testű fajok kevésbé szaporák, mint a kisebb testűek (az afrikai elefánt például 22 hónap vemhesség után elli meg egyetlen utódját, amely kb. 10 év múlva válik ivaréretté, de utódot elleni, ill. nemzeni csak jó néhány év múlva fog tudni), így viszonylag kevés példány rendszeres elejtése is elindíthat egy fajt a kihalás útján. Egy faj kihalása pedig – az ökoszisztémák rendkívüli összetettsége miatt – más fajt, fajokat is magával ránthat a kihalásba.
Paul S. Martin ugyanakkor beismeri: „Sokat gondolkodom rajta, hogy valószínűleg az emberek irtották ki a mamutokat, de óvatosabb azt válaszolni a problémára, hogy nem tudhatjuk pontosan, mi történt.”. Ross McPhee, aki a „hiperjárvány-elmélet” mellett kardoskodik, azt mondja: „Nincs értelme annak, hogy az emberek úgy akarhatnak viselkedni, mint azok a kőkorszaki Rambok, akik egyből megöltek mindent, ami a szemük elé került.”.

### Klímaváltozás

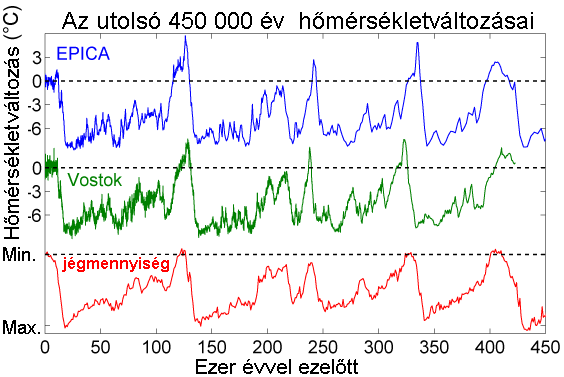
Az utolsó 450 000 év hőmérsékletváltozásai antarktiszi kutatóhelyek (EPICA, Vostok) mérései nyomán. A görbékről nem olvashatók le az egyes jégkorszakok és interglaciálisok hozzávetőleges időtartamai, mert az antarktiszi hőmérséklet egyáltalán nem követte a globális ciklusokat.

A klímaváltozás elmélete szerint a kihalásokat a pleisztocén végi gyors és nagymértékű felmelegedés okozta. Az élővilág története során a legtöbb tömeges fajkihalást valamilyen drasztikus klímaváltozáshoz kötik. Mivel a pleisztocénben több jégkorszak is volt (az alpi elnevezésekkel a legkorábbitól haladva: Biber-, Duna-, Günz-, Mindel-, Riss- és Würm-glaciális), amelyeket túléltek a megafaunák, ezért felvetődik néhány kérdés: miért éppen az utolsó jégkorszak végén történt a nagy kihalás? És miért éppen a nagy testű emlősök között? Eurázsiában (és Afrikában) miért volt kisebb mértékű, mint Észak-Amerikában? Ausztráliában miért következett be 30-40 000 évvel előbb?
David Jablonski és James W. Valentine amerikai paleontológusok elkezdték kutatni a pleisztocén klímaváltozások feltételezett hatásait Észak-Amerika csendes-óceáni partvidékének kagylófaunái között. Abból indultak ki, hogy ha tényleg a klímaváltozás okozhatta a pleisztocén óriásainak kihalását, akkor ennek a tengerben a kagylófajok között is nyomát kell találni, hiszen egyes helyeken (Kalifornia) a self területe a tengerszint változása miatt a tizedére is csökkent. Kutatásaik eredményéül azt kapták, hogy a klímaváltozások nem okoztak kimutatható kihalást a tengeri élővilágban: az egyes fajok végig fennmaradtak, de észak-déli irányba „vándoroltak” a klímaövek mozgásával.
Ezek alapján úgy tűnik, hogy a klímaváltozás önmagában kevés a kihalások megmagyarázásához. Már csak azért is kevés, mert az utóbbi 10 000 év során még mindig nem melegedett fel annyira az éghajlat, mint az egyes lehűlési periódusok közti interglaciálisokban. Ha a 10 000 éve tartó globális felmelegedés tömeges fajpusztulást okozott volna, akkor az ennél sokkal gyorsabb ütemű és nagyobb mértékű korábbi melegedési periódusokban is tömeges fajpusztulást kellene regisztrálni. Ilyenről azonban nem tudunk.

### Fertőző betegségek
Az elmélet szerint egy hirtelen megjelenő „hiperjárvány” pusztíthatta ki az ősidők óriásait. Ha egy új fertőző betegség üti fel a fejét egy elszigetelt faunában, akkor az nagy pusztítást végezhet az őshonos fajok között, mivel azok szervezete még soha sem találkozott az új kórokozókkal. Azért a nagy testű fajok között okozhatott leginkább kihalást a feltételezett járvány, mert ők kevésbé szaporák, így kisebb az esélye annak, hogy olyan egyed születik, amelyik ellenálló az adott betegséggel szemben (ez az oka annak, hogy nem kell attól féljünk, hogy Földünk például patkány vagy házi egér nélkül marad).
Hasonló játszódott le Amerika felfedezését követően: akkor az európaiak által behurcolt fertőző betegségek (például himlő, influenza, kanyaró, pestis, gümőkór stb.) egyes becslések szerint az őslakosság 95%-át ölték meg, mivel az ő szervezetük számára teljesen ismeretlenek voltak az „óvilági” kórokozók, nem szereztek védettséget velük szemben. (Ráadásul az amerikai indiánok genetikai állománya sokkal kevésbé változatos, mint az óvilági embereké, mivel ők „csak” kb. 12 000 éve élnek „elkülönülten”.)
Fontos megjegyezni, hogy azok a betegségek, amelyek Amerika felfedezését követően az indiánokat megtizedelték, egytől egyig valamely óvilági háziállattól származtak: mindegyikük nagyon jó példa arra, hogy megfelelő körülmények esetén viszonylag rövid idő is elegendő ahhoz, hogy egyes kórokozók gazdafajt váltsanak. A szarvasmarhától származik a kanyaró, a himlő és a tuberkulózis; a disznótól, kutyától a szamárköhögés, és a háziszárnyasoktól az influenza.
Ross McPhee, az Amerikai Természetrajzi Múzeum munkatársa szerint az amerikai mamutok kihalásáért a terjeszkedő ember vagy az általa több mint 10 000 éve háziasított kutya egyik kórokozója lehet felelős. Az utóbbira éppen a közelmúltban akadt példa: afrikai nemzeti parkokban oroszlánok betegedtek meg kutyabetegségekben (szopornyica).
Tehát végső soron ez az elmélet is az embert teszi felelőssé a pleisztocén megafauna kihalásáért, bár „csak” közvetve. A kérdéses kórokozó nyomait még keresik.

### Kombinált elmélet
Egyesek szerint számos tényező együttesen okozhatta a kihalásokat. Például elismerik, hogy bizonyos fajok esetén bizonyított a túlvadászat (például a moák), mások esetében viszont lehetséges, hogy esetükben a vadászat már egy valamilyen okból (például éghajlatváltozás, járványok) kihalásnak indult fajnak adhatta meg a végső lökést a kihalás felé.

### Pleisztocén-holocén becsapódási esemény
Legújabban Észak-Amerikában kerültek elő bizonyítékok egy, a kontinens felett 12 900 évvel ezelőtt felrobbant, alacsony sűrűségű égitest darabjainak becsapódásairól. A kisbolygó vagy üstökösmag megsemmisülése egy, a tunguszkai eseményhez hasonló, de annál nagyobb katasztrófát eredményezett, ami okozhatta a kontinens nagy testű állatainak a kihalását is.

## A pleisztocén megafauna a legendákban

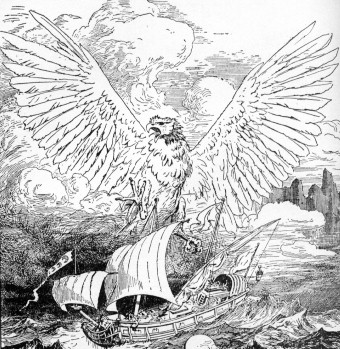
Az arab eredetű Szindbád-legendák „Rok-madara”

Számos nép mondáiban szerepelnek csodás lények és lehetséges, hogy ezen állatok egy része egykor a megafaunához tartozott. Egyes dél-amerikai népek mítoszaiban az óriások mintha az egykori óriás őslajhárok lennének. Sziú mondákban van egy hatalmas viharmadár, amely talán az ősi óriáskondor (egyesek állítólag napjainkban is látták). Ausztrál őslakók mondáiban szereplő egyes lények is mintha visszavezethetők lennének az egykori megafauna valamely állatára. A Szindbád-legendák Rok madara talán Madagaszkár egyik kihalt óriásmadara lehetett.
Az is előfordult, amikor az emberek az általuk talált kövületek, csontok alapján képzelnek el csodalényeket: például az ókori görögök óriásainak csontjairól kiderült, hogy azok egykor élt mamutok csontjai, a kínaiak sárkánycsontjai pedig dinoszauruszcsontok. Az is elképzelhető, hogy a középkori Európa barlangokban lakozó sárkányainak legendáit a barlangi medvék barlangokban talált csontjai inspirálhatták. Az egyszarvú legendáját pedig lehetséges, hogy ősi orrszarvúak csontjai ihlették.